# Rino Barillari

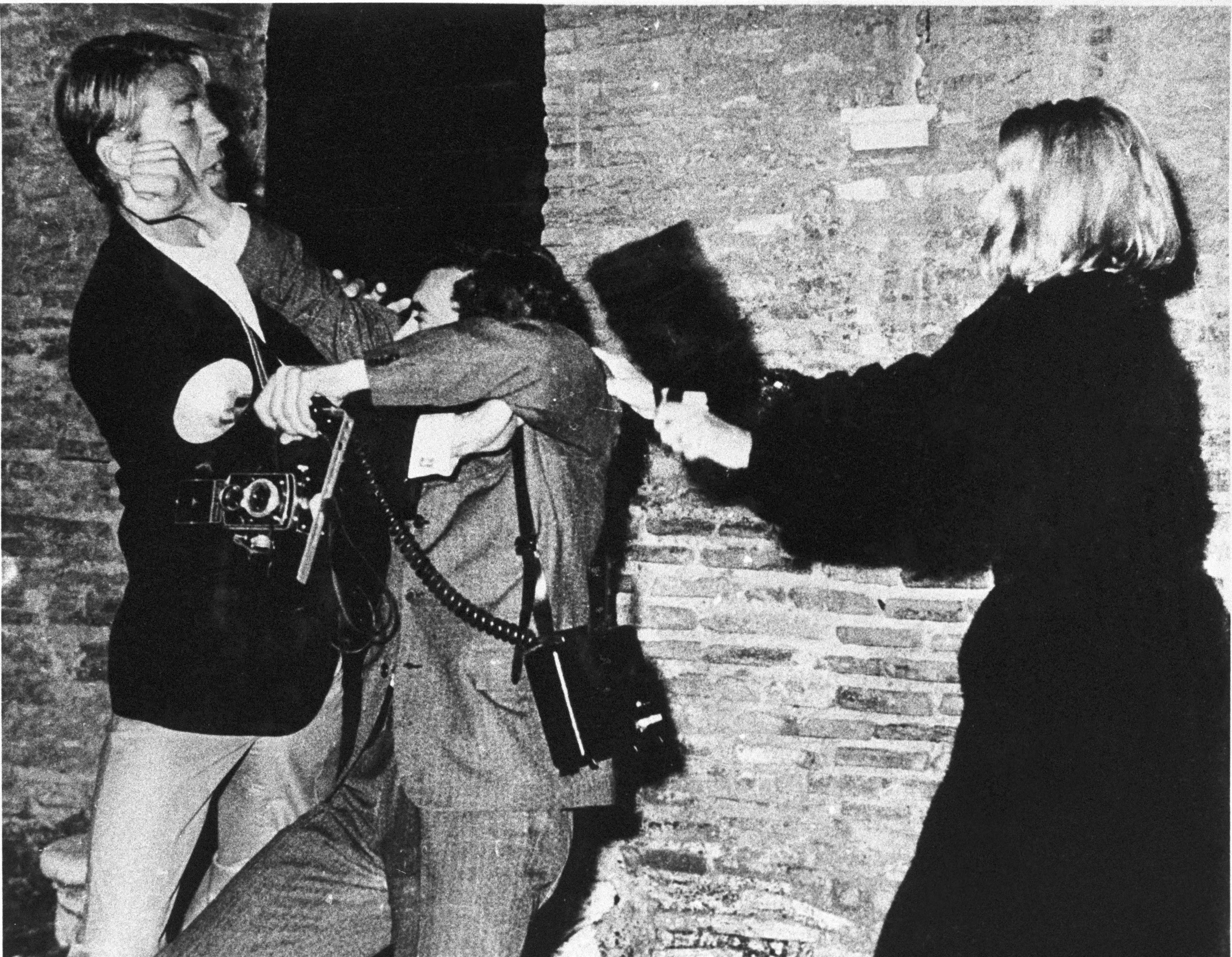
Rino Barillari při rvačce s Mickeym Hargitayem

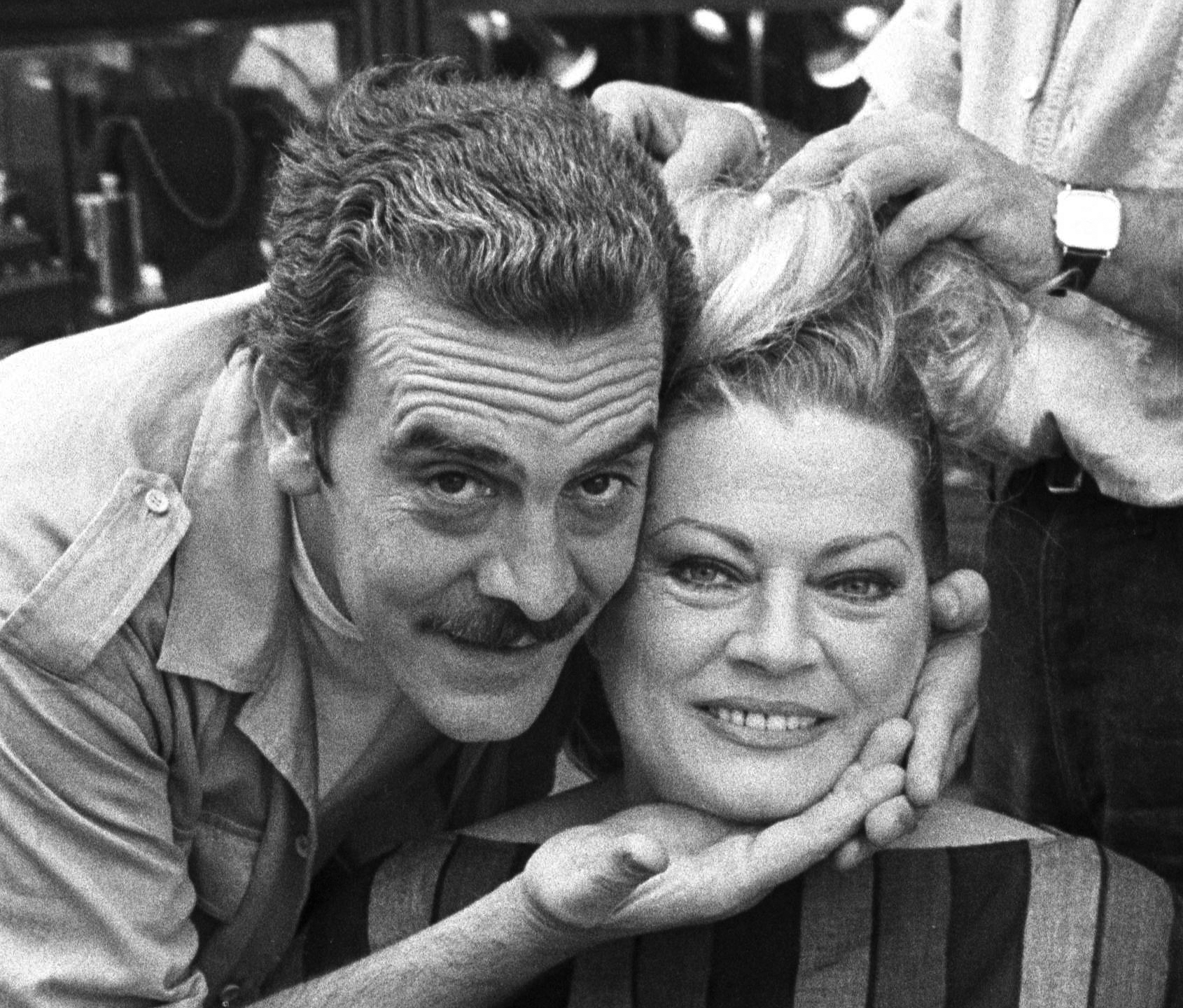
Rino Barillari a Anita Ekbergová, 1982

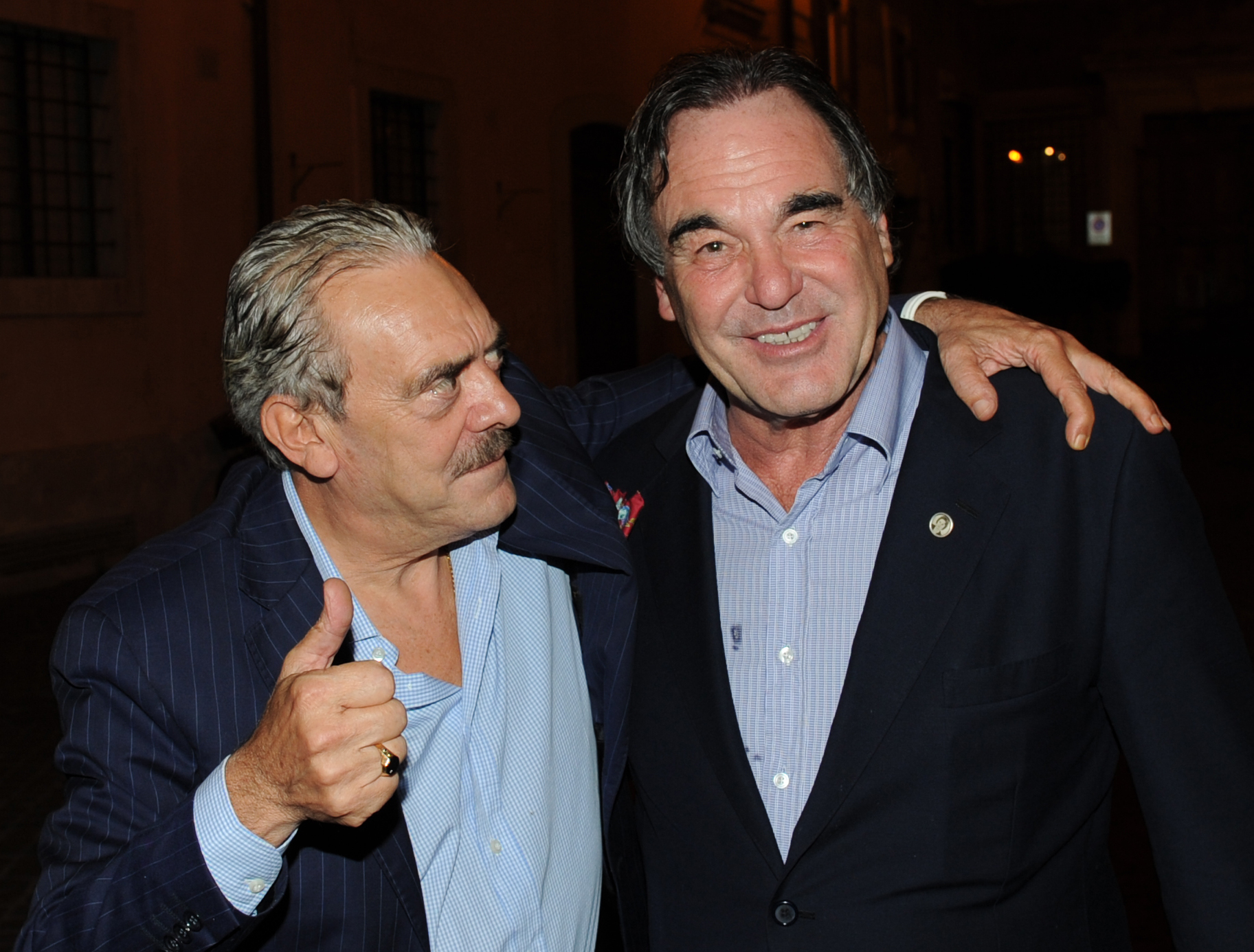
Oliver Stone a Rino Barillari na náměstí Piazza de 'Ricci v Římě, 25. září 2012

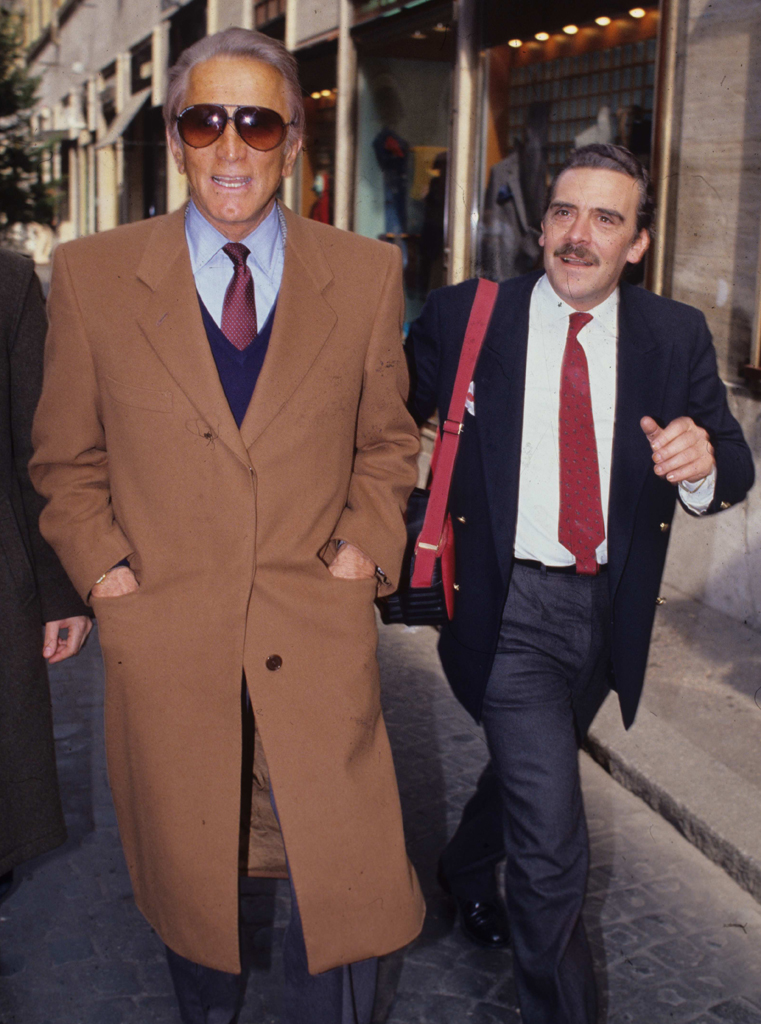
Rino Barillari s Kirkem Douglasem, 1982

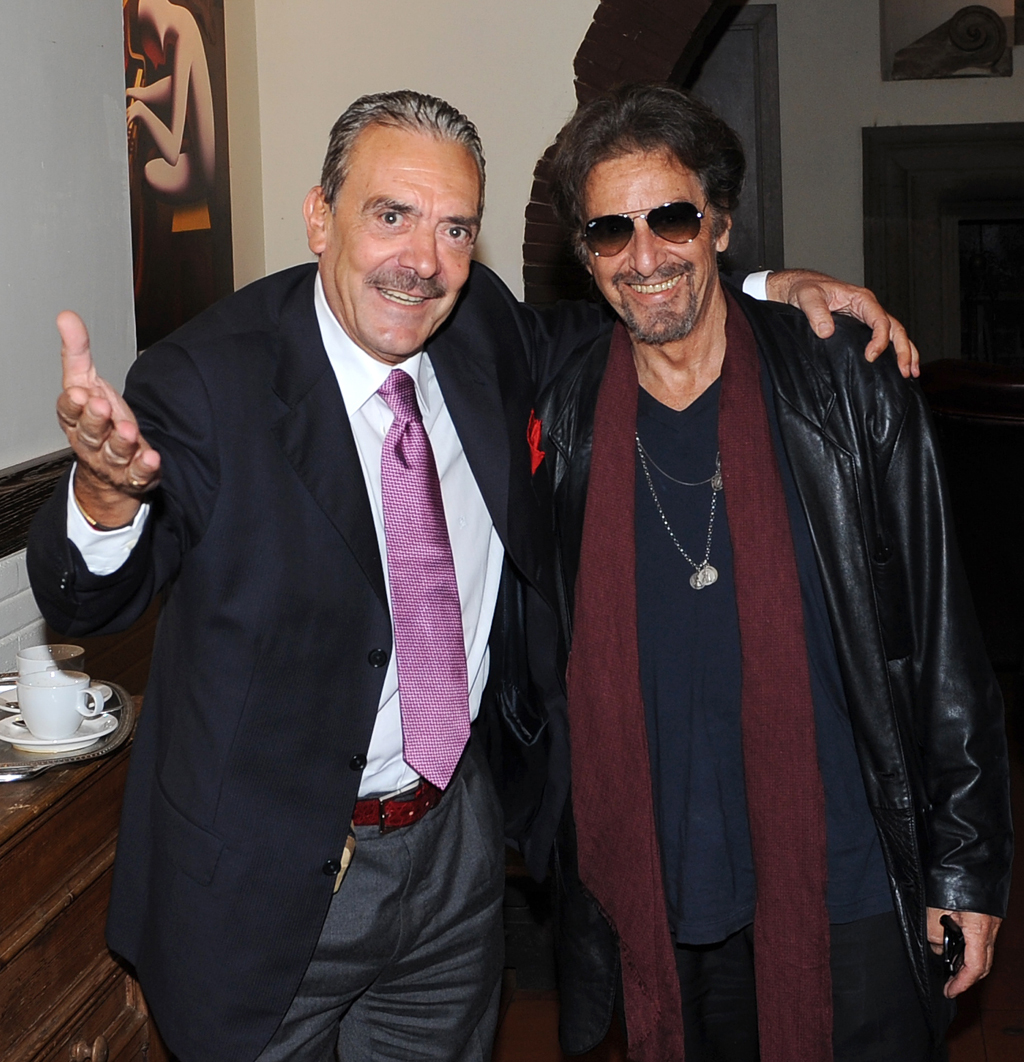
Barillari Rino a Al Pacino, Antica Pesa, 2008

Rino Barillari (Saverio Barillari, * 8. února 1945, Limbadi) je italský fotograf. Bývá označován jako „Král Paparazzi“. Barillarimu byl v roce 1998 udělen Řád zásluh o Italskou republiku.

## Životopis
Začínal tím, že pomáhal svému strýci, který promítal filmy v arénách. Ve čtrnácti letech utekl z domova a odjel s přítelem do Říma. Našel si práci tak, že pomáhal při „momentkách“ u fontány di Trevi. Brzy si koupil fotografickou kameru, Comet Bencini. Negativy fotografií pořízené během dne prodával tiskovým agenturám, jako jsou Associated Press, UPI a ANSA.
Jako velmi mladý fotografoval v letech 1959 až 1960 mnoho postav „Dolce Vita“: Elizabeth Taylorová, Ingrid Bergmanová, Jacqueline Kennedyová Onassisová, Barbra Streisandová, Brigitte Bardotová, Ava Gardner, Silvana Pampanini, Virna Lisiová, Sophia Lorenová, Marcello Mastroianni, Claudia Cardinalová, Marlon Brando, Vittorio Gassman, Anna Magnani, Alberto Sordi, Aldo Fabrizi, The Beatles, Robert De Niro, Sylvester Stallone, Al Pacino, Francis Ford Coppola, Michael Jackson, Demi Moore, Angelina Jolie, Elton John, Matt Damon, Madonna, Diego Maradona nebo Lady Gaga.
Souboj s Peterem O'Tooleem na Via Veneto mu přinesl proslulost. Psal se rok 1963, herec měl vážně poraněné ucho a otec mladého Barillari podal stížnost, protože byl nezletilý. V následujících letech pořídil paparazzi fotografie lidí jako byli například: Frank Sinatra na Via Veneto v Café de Paris, Charles Aznavour ve Via dei Condotti, americký astronaut Buzz Aldrin v „Cabala“ – Osteria dell'Orso, manžel Brigitte Bardotové Gunter Sachs von Opel ve Villa Pavesi v Genzanu, Alfredo Bini s topmodelkou Danielou Juan na „Papè Satan“ přes via Tacito, Mickey Hargitay s topmodelkou Vatussa Vitta, Sonia Romanoff, Franco Nero ve fontáně Trevi, Elizabeth Taylor v „Cabale“, Barbra Streisand in via dei Condotti, Mickey Rourke ve Fregene, Claudia Schiffer „dal Bolognese“, Sylvester Stallone s přítelkyní Jennifer Flavin v restauraci „Alfredo all'Agusteo“, Mario d'Urso a Margaret z Anglie na „Jackie'O“, Bruce Willis v „Due Thieves“ na náměstí Piazza Nicosia, býval často sražen na zem a někdy zbit bodyguardy.
V říjnu 2011 byl jmenován čestným lektorem fotografie na Xi'an International University. Dne 24. července 2012 obdržel jmenovací dopis od Huang Tenga, rektora Xi'anské mezinárodní univerzity.
Noc 18. srpna 1966 strávil v klubu „La Bussola“ ve Viareggiu, kde vystupovali Charles Aznavour a Amália Rodriguesová. Za úsvitu následujícího dne poblíž Altopascia byl vážně zraněn při dopravní nehodě. Byli s ním další dva lidé, včetně zpěváka Robyho Ferranteho, který přišel o život.
Za více než padesát let své kariéry absolvoval Barillari 162 návštěv na pohotovosti, 11 zlomených žeber, 1 bodnou ránu, 76 rozbitých fotoaparátů, 40 ukradených blesků, utrpěl mnoho četných ran obušky během různých pouličních nepokojů a podílel se na několika střelbách (v případech terorismu), loupeže, únosy a jiné trestné činnosti).

## Soukromý život
V roce 2017 se oženil s novinářkou Antonellou Mastrosanti. Z předchozího manželství měl dvě děti, Alessii a Roberta.

## Vyznamenání
Získal celou řadu vyznamenání.
- Řád zásluh o Italskou republiku – několikrát v životě
- Řád svatých Mořice a Lazara

## Výstavy
- Řím – Harry's Bar[28] – Mostra permanente
- Mosca – Stoleshnikov Street  "La mia dolce Vita" [online]. 19 agosto 2008 [cit. 2021-01-04]. Dostupné online. (anglicky)
- San Pietroburgo – „L'Italia viene a voi“
- Xi'an –  "Università di Xi'an e International Folk Video Festival" [online]. Gennaio 2018 [cit. 2021-08-16]. Dostupné v archivu pořízeném dne 2012-07-16. (anglicky)
- Mosca – Parco Sokolniki – „Dolce Vita“
- Gerusalemme – Cinematica di Gerusalemme – Jerusalm Film Festival[29]
- Los Angeles – Cinema Italian Style – „50s and La Dolce Vita Style“[30]
- Stoccarda – „The decades of the jet set“ Archivováno 26. 3. 2016 na Wayback Machine.
- Řím – Senato della Repubblica –  Gennaio 2018. ["1960. Il mondo ai tempi de 'La dolce vita'. Immagini e storie dalle collezioni dell'Emeroteca" Dostupné online]. (anglicky)
- Lucca – Palazzo Giunigi – „Divas, dalla dolce vita agli ultimi scoop“ Archivováno 4. 3. 2016 na Wayback Machine.
- Řím – Via dei Condotti – „Al centro con arte cinema e moda“
- Řím – Museo di Roma in Trastevere – „Un secolo di clic in cronaca di Roma“ – 2010
- Pescasseroli – „La Dolce Vita...da Via Veneto a Pescasseroli“ Archivováno 16. 8. 2021 na Wayback Machine. – 2016
- Řím – „90 Anni di Buccellati via dei Condotti Dalla “Dolce Vita„ alla “Vita Dolce„ – 2016
- Garda (Verona) – Palazzo Carlotti – La Dolce Vita da Roma… a Garda – 2016
- Trevi – Miss Ciociaria (Presidente di giuria) – 2016
- Řím, Rino Barillari. The King of Paparazzi – MAXXI – 2018

## Filmografie
- 1963, Ieri, oggi, domani, (Včera, dnes a zítra) režie: režie: Vittorio De Sica
- 1964, I due evasi di Sing Sing, režie: Lucio Fulci
- 1990, Stanno tutti bene (Všichni jsou v pořádku), režie: Giuseppe Tornatore
- 1998, Paparazzi, režie: Neri Parenti
- 2000, Klaus Kinski – Ich bin kein Schauspieler (dokument), režie: Christoph Rüter
- 2012, Jet Set – Quando l'aeroporto sembrava via Veneto (dokument), režie: Antonello Sarno
- 2013, Velká nádhera, režie: Paolo Sorrentino
- 2015, Alfredo Bini, ospite inatteso (nečekaný host, dokument), režie: Simone Isola
- 2015, A proposito di Franco (O Francovi, dokument), režie: Gaetano di Lorenzo
- 2017, My Italy (Moje Itálie), režie: Bruno Colella
- 2017, Frank a Ava, režie: Michael Oblowitz
- 2018, The king of Paparazzi – La vera storia, režie: Giancarlo Scarchilli e Massimo Spano[31]

## Divadlo
- Processi alla storia, (Alessandro Cagliostro), Auditorium Parco della Musica, Řím, 2011.[32]

## Ocenění
- 2011, Premio Eccellenze Calabresi[33]
- 2012, Premio That's Italia! Art[34]
- 2012, Premio Ischia Friends[35]
- 2014, Er più fico del bigonzo[36]
- 2014, The look of the year[37]
- 2014, Premio Francesco Alessi[38]
- 2018, Premio Segno del Cronista[39]
- 2019, Nastri d'Argento Premio Speciale Protagonista dell'anno[40]

## Galerie

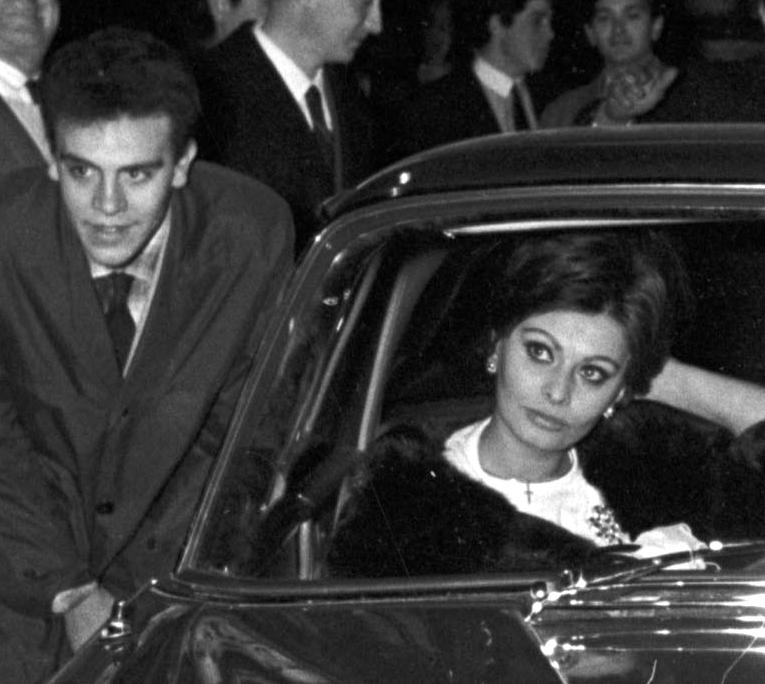
Rino Barillari a Sophia Lorenová, 1959
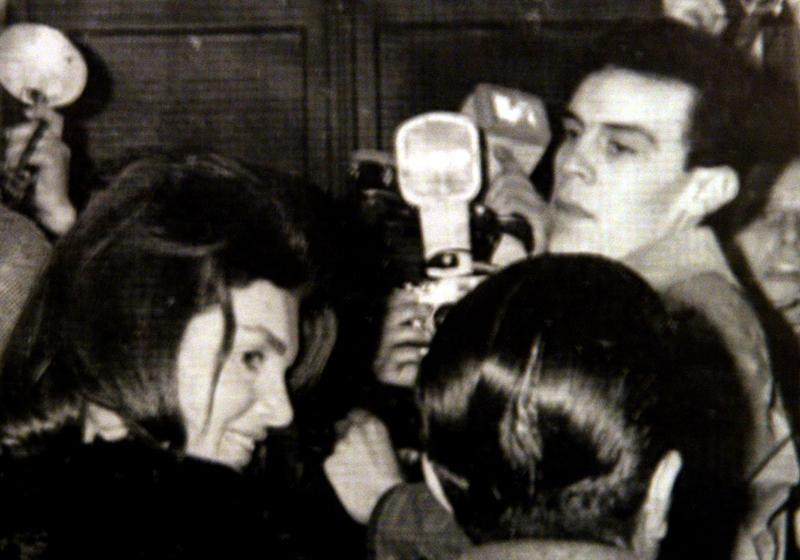
Rino Barillari a Jacqueline Kennedyová Onassisová, Via Veneto, 1964
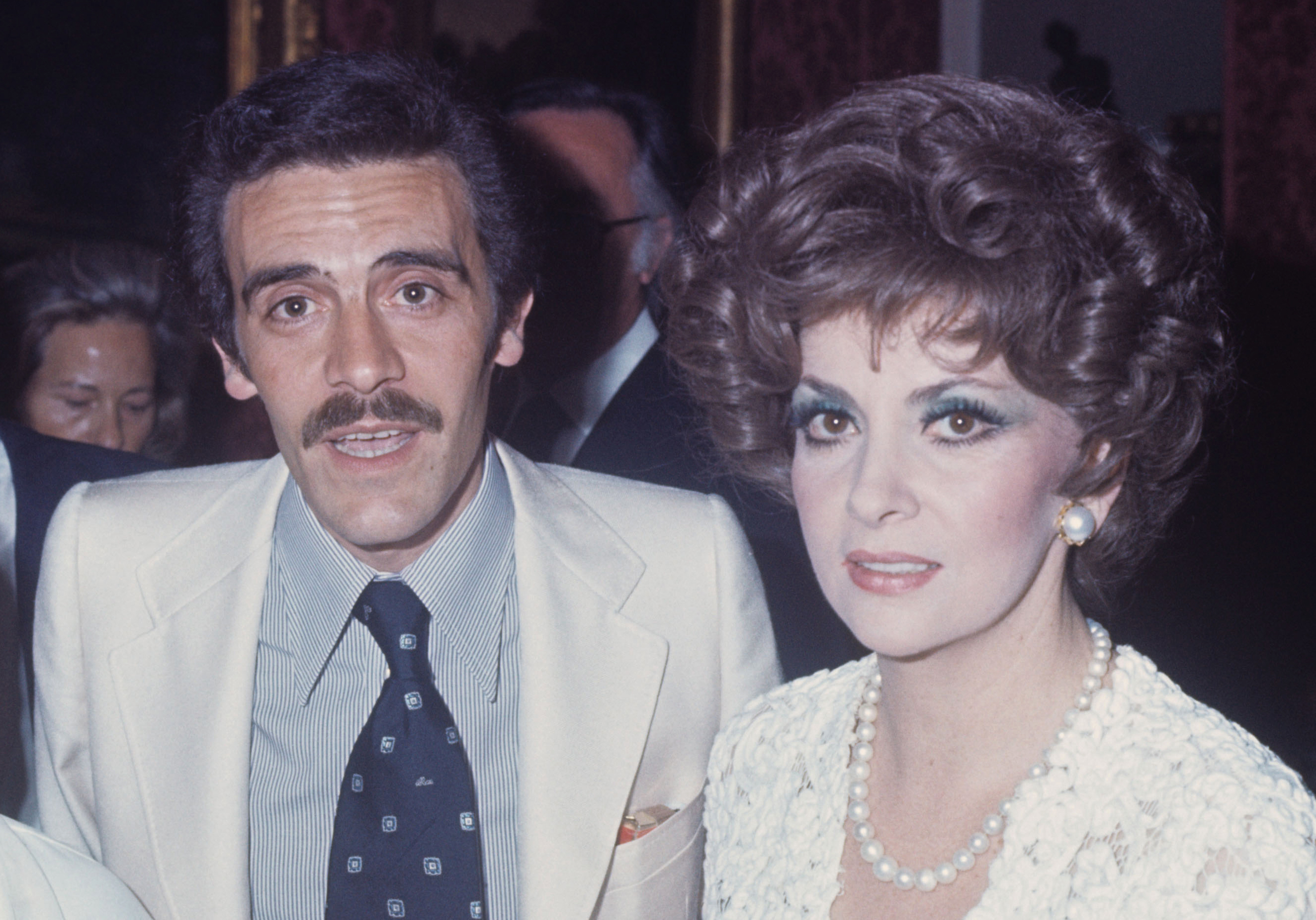
Rino Barillari s Ginou Lollobrigidou, 1970, Via dei Condotti Award v Caffè Greco
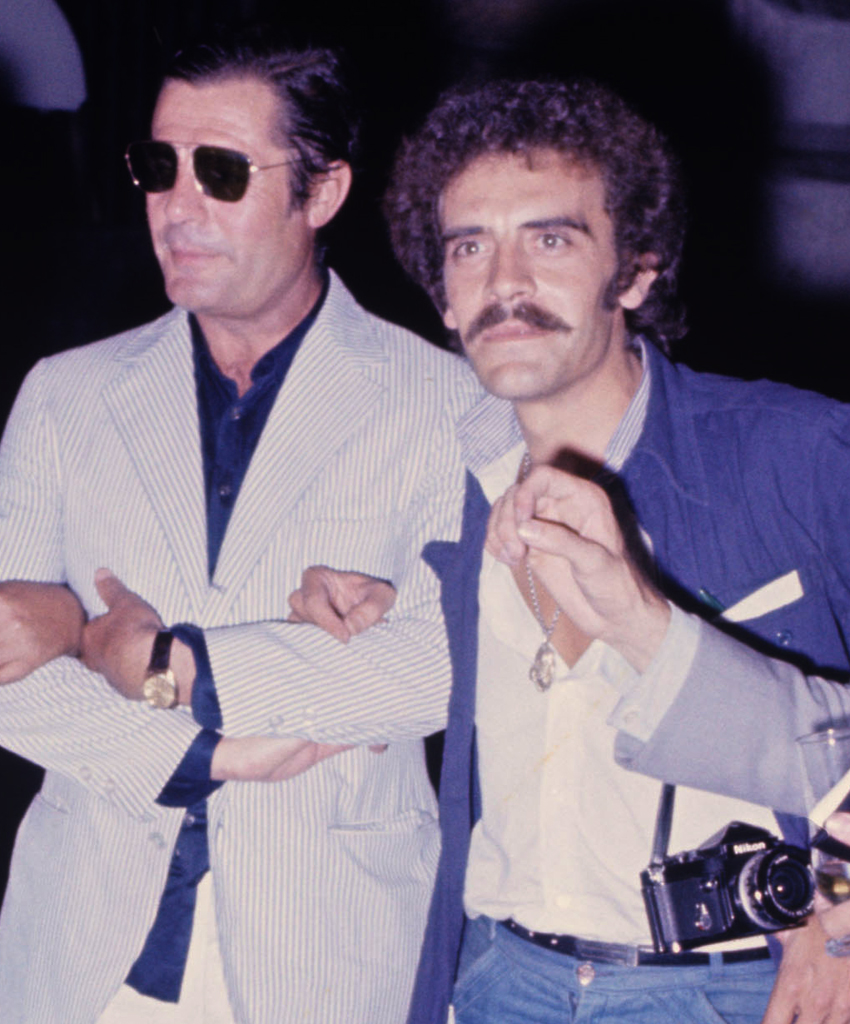
Rino Barillari s Marcellem Mastroiannim, 1975
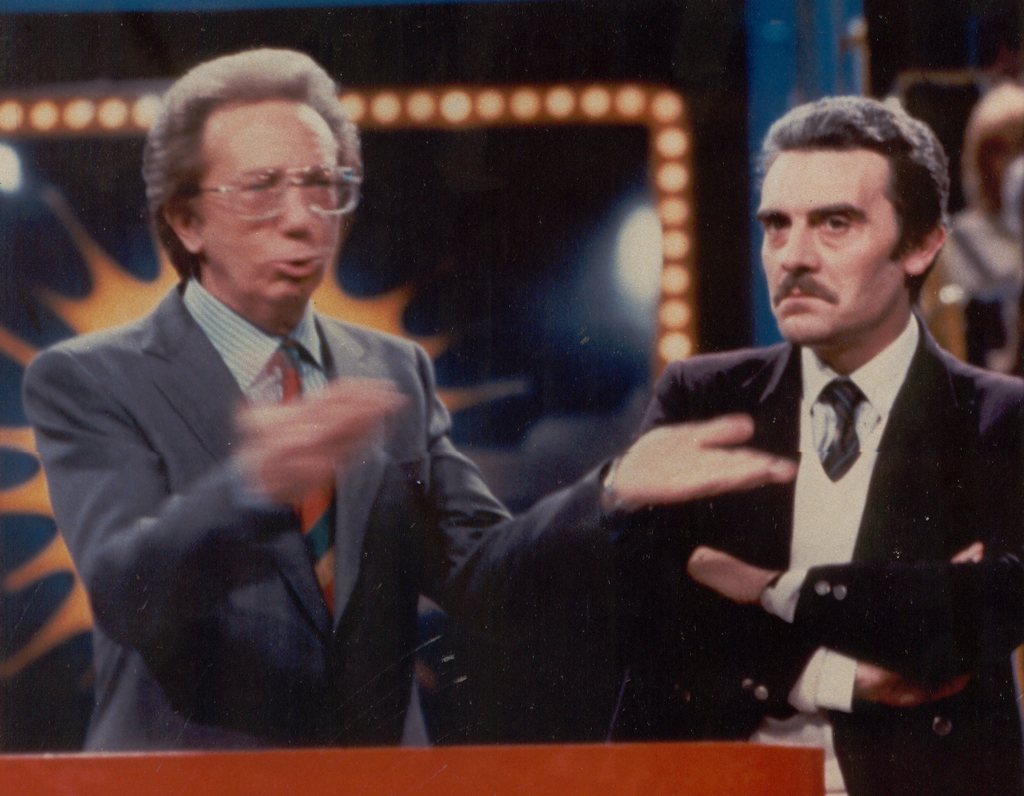
Rino Barillari s Mikem Bongiornem na Superflash, 1983
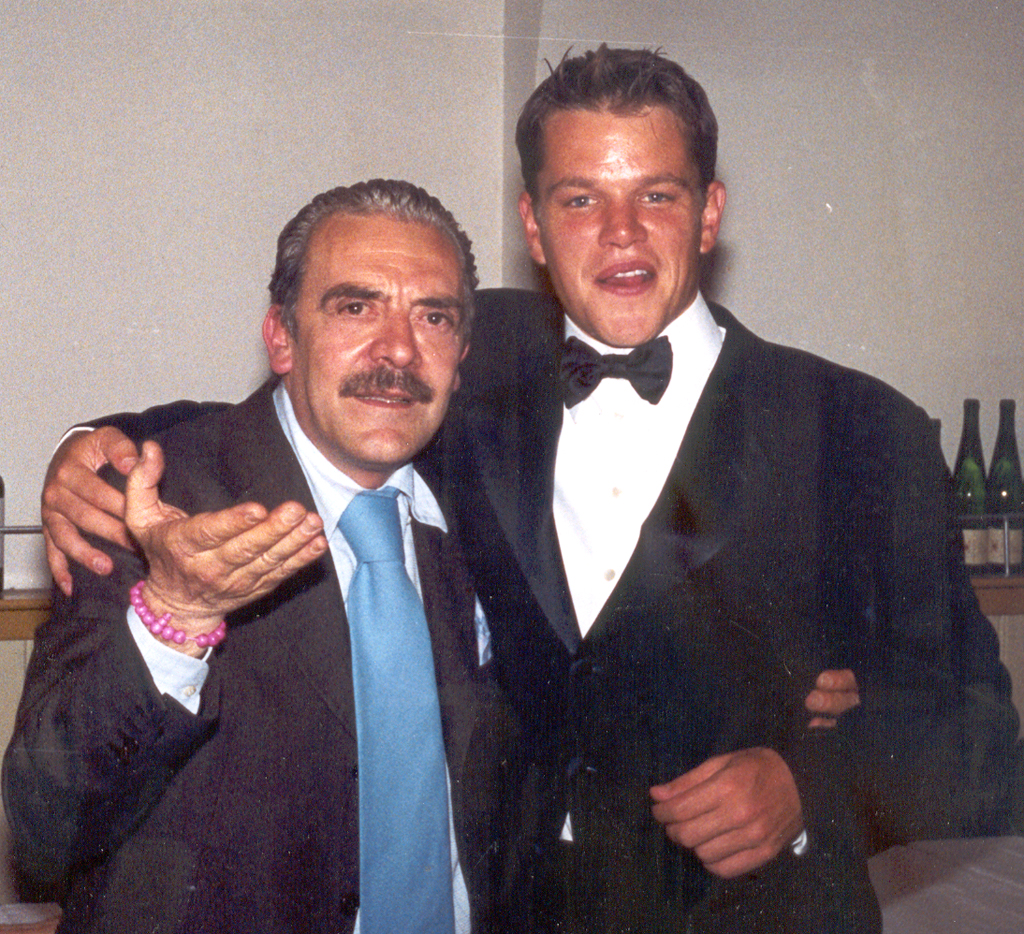
Barillari Rino a Matt Damon, Harry's Bar na Via Veneto, Řím, 1999
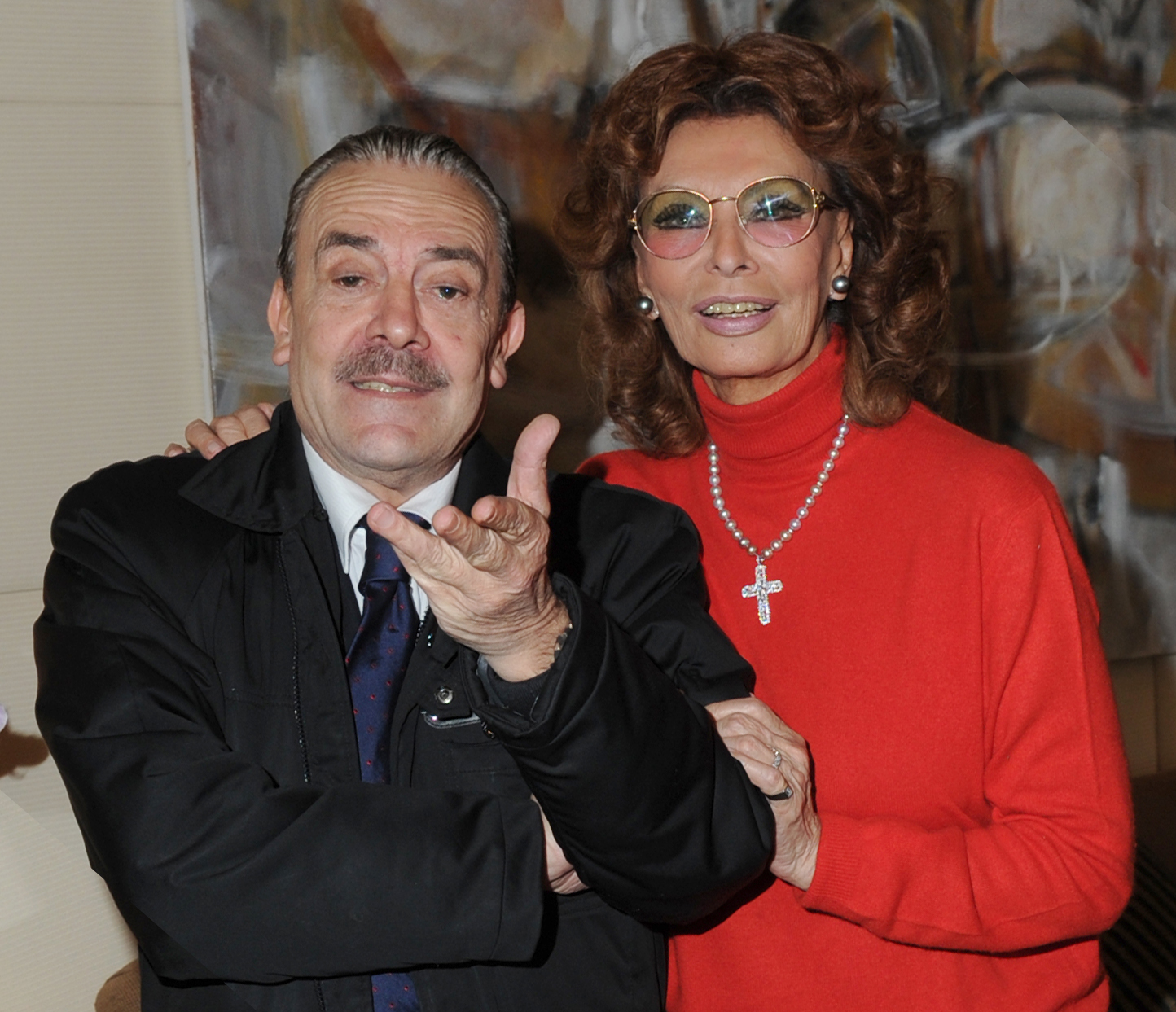
Hotel Rino Barillari a Sophia Lorenová Boscolo – Piazza della Repubblica – Řím, 2011
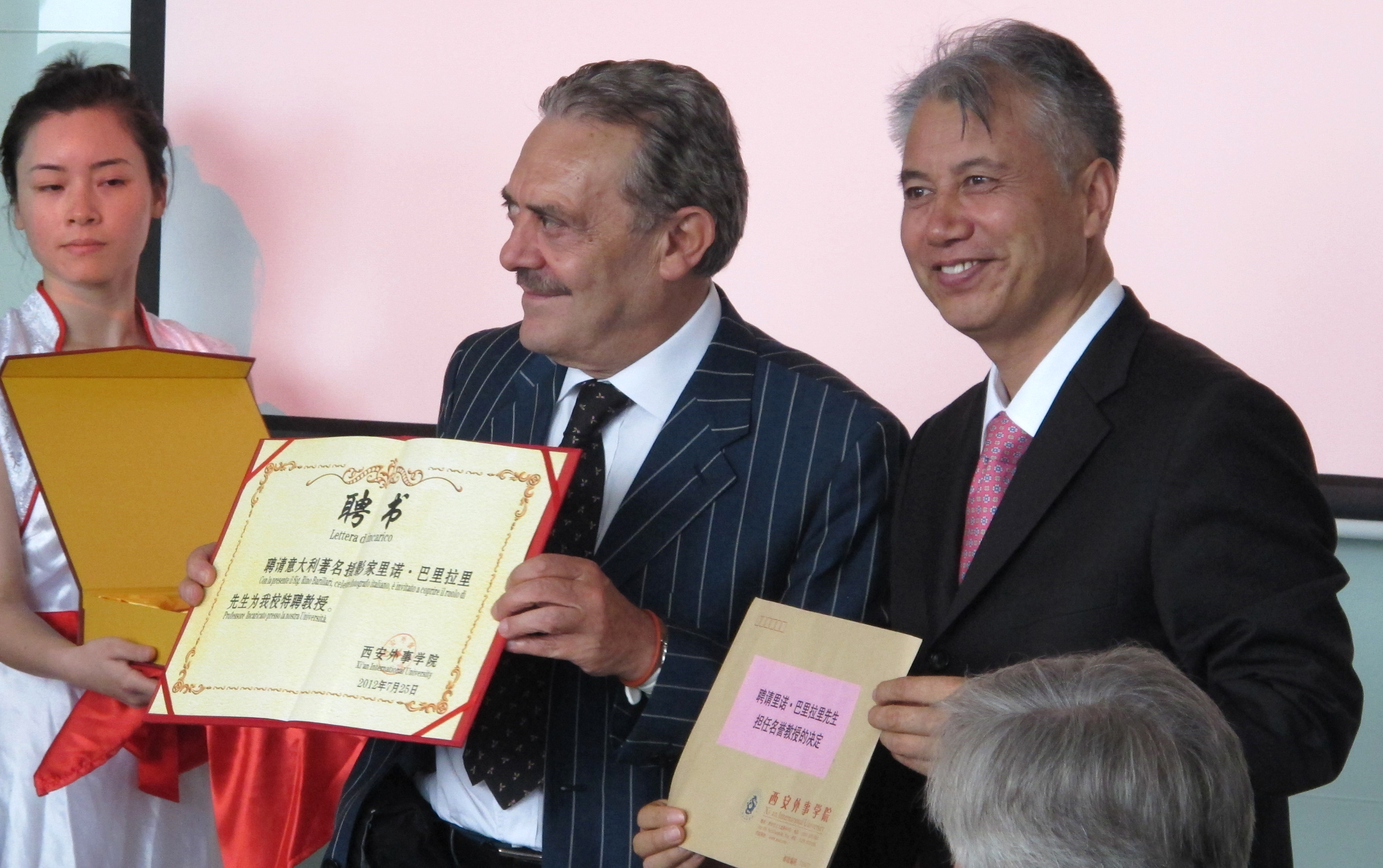
Rino Barillari dostává 24. července 2012 jmenovací listinu čestného profesora od rektora Huang Teng na mezinárodní univerzitě Xi'an.